# جامعة كيتاكيوشو

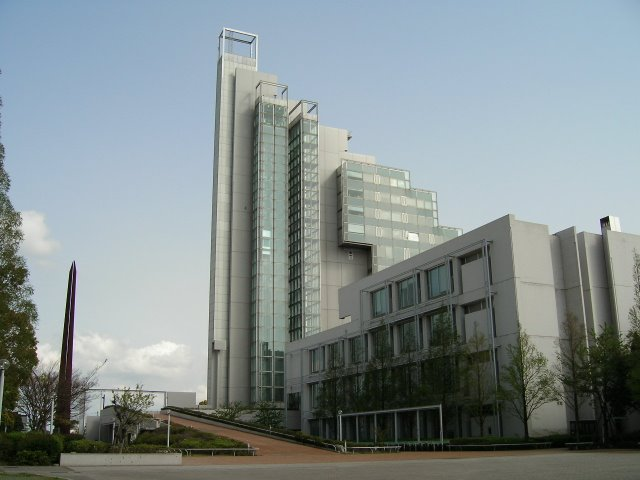
جامعة كيتاكيوشو

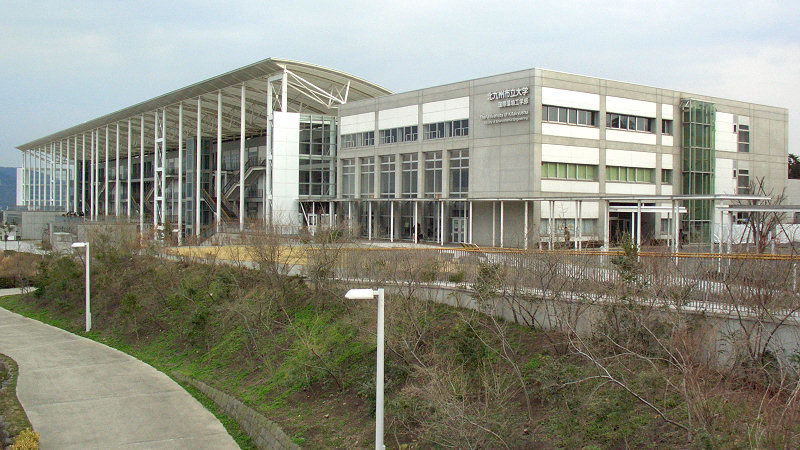
مباني جامعة كيتاكيوشو

جامعة كيتاكيوشو (باليابانية: 北九州市立大学 Kitakyūshū shiritsu daigaku) هي جامعة عامة تقع في مدينة كيتاكيوشو في اليابان.